# كراش خشن
كراش خشن (الاسم العلمي: Ceratophyllus rusticus) هو نوع من الحشرات يتبع جنس الكراش من الفصيلة الكراشية.